# Костишин Степан Степанович
Степан Степанович Костишин (7 лютого 1932, Звиняч, Україна — 12 квітня 2022) — український вчений у галузі біології, педагог. Доктор біологічних наук (1985), професор (1986). Заслужений діяч науки і техніки УРСР (1990). Дійсний член Інженерної та Екологічної (1993) академій України. Почесний доктор права Саксачеванського університету (1997, Канада).

## Життєпис
Степан Костишин народився 1932 року в селі Звинячі Чортківського району Тернопільської області.
Закінчив Буданівську середню школу (1950), Чернівецький університет (1995 року з відзнакою). З 1961 до 1964 р. навчався в аспірантурі при кафедрі фізіології рослин Чернівецького державного університету. 1966 року захистив кандидатську дисертацію зі спеціальності «фізіологія рослин» і був прийнятий на викладацьку роботу в Чернівецькому університеті. У 1970—1978 рр. очолював науково-дослідну проблемну лабораторію з вивчення природи гетерозису рослин на кафедрі фізіології рослин. З 1978 до 2002 р. очолював кафедру біохімії. 1985 року захистив докторську дисертацію. 1986 року присвоєно вчене звання професора кафедри біохімії. У 1972—1987 рр. — проректор з наукової роботи, а з 1987 до 2001 р. — ректор Чернівецького національного університету. З 2002 р. очолює кафедру екології та біомоніторингу і є радником ректора університету.

## Наукова діяльність
Основний напрям наукової діяльності — молекулярно-біохімічні основи гетерозису рослин.
Опублікував понад 300 наукових статей, 3 монографії, 6 навчальних посібників (з грифом МОН). Отримав 6 свідоцтв на винаходи.
Під його керівництвом захищено 19 кандидатських та 3 докторських дисертації.
Очолював Чернівецьке відділення Українського біохімічного товариства, був членом Державної акредитаційної комісії України. Очолював спеціалізовану Вчену Раду із захисту докторських і кандидатських дисертацій (спеціальності «біохімія» та «екологія») в Чернівецькому національному університеті.

## Звання і нагороди
Заслужений діяч науки і техніки України, почесний доктор права Саскачеванського університету Канади, почесний доктор Сучавського університету «Стефан чел Маре» (Румунія), почесний громадянин м. Лок-Хейвен (США) та м. Чернівців, почесний професор Чернівецького національного університету ім. Юрія Федьковича. 2001 року Міжнародний біографічний центр (Кембридж, Велика Британія) визнав його «Людиною року 2000—2001».
Нагороджений орденом «Знак Пошани», орденами «За заслуги» ІІІ та ІІ ступеня, медалями Петра Могили, нагородою Ярослава Мудрого АН ВШ України та знаком «За наукові досягнення».
Член Президії АН ВШ України у 2004—2010 рр.